# Killzone 3
Killzone 3 is een first-person shooter uit 2011 voor de PlayStation 3. Het is het vierde spel in de reeks Killzone, die begon op de PlayStation 2. Het spel werd ontwikkeld door de Nederlandse spelontwikkelaar Guerrilla Games en uitgegeven door Sony Computer Entertainment.
Het spel werd uitgebracht op 22 februari 2011 in Noord-Amerika en op 25 februari in Europa. In de periode voor deze data zijn bètaversies uitgebracht. Killzone 3 is het eerste spel in de serie dat gebruikmaakt van 3D-technologie en de PlayStation Move.
Killzone 3 is het vervolg op Killzone 2. Het verhaal is een direct vervolg op de gebeurtenissen die plaatsvonden in Killzone 2.

## Verhaal
De game begint met twee Helghast soldaten die aankomen op Stahl Arms Corporation, de wapenfabriek van Jorhan Stahl. De twee soldaten worden meegenomen naar de executiekamer waar gevangene Jason Narville op het punt staat geëxecuteerd te worden. Op het moment dat Jasons executie zou plaatsvinden, onthullen de twee soldaten hun ware identiteit. Het zijn Thomas "Sev" Sevchenko en Rico Velasquez. Vanaf dat punt stopt de scène en gaat de game zes maanden terug, naar het punt waar Killzone 2 eindigde.
Sev en Rico hergroeperen met Jason Narville buiten het paleis van Scolar Visari. De ISA wil de overgebleven soldaten evacueren maar de soldaten moeten eerst de schepen zien te bereiken. Onderweg ondervinden ze hevige weerstand van Helghast troepen die de ISA willen uitschakelen. De Helghast staan nu onder leiding van admiraal Orlock. Hij wil de ISA binnen een uur vernietigd hebben. De senaat stemt in met de plannen van Orlock maar Jorhan Stahl, eigenaar van Stahl Arms, ziet dit niet zitten. Hij ziet gevaar in het plan van Orlock en komt met een alternatief dat wordt afgewezen. Intussen zijn Sev en Rico bezig om bij het evacuatiepunt te komen totdat Rico een noodsignaal van soldaat Jammer opvangt. Hij wil haar helpen al wordt dit afgewezen door Narville. Doordat de evacuatie te haastig is opgezet, komen de ISA-troepen in de problemen. De overgebleven schepen van de ISA weten nog net op tijd te vluchten al worden ook enkele vernietigd. De ISA-troepen die niet op tijd waren zitten nu vast op Helghan, waaronder ook Sev en Rico.
De game gaat daarna weer zes maanden vooruit. De senaat is niet tevreden over Orlock's prestatie om de overgebleven ISA-troepen op te sporen terwijl hij ze eerder binnen een uur vernietigd zou hebben. Een van de senatoren stelt dan ook voor om Orlock te vervangen door Stahl maar dit voorstel krijgt geen steun. Stahl meldt dan dat hij geen wapens meer zal leveren aan het leger van Helghan zolang Orlock nog aan de macht is. Stahl heeft intussen een eigen privé-leger opgezet om de overgebleven troepen van de ISA op te sporen. De ISA houden zich op dat moment verborgen in de jungle van Helghan. Narville geeft daar het bevel aan Sev om een communicatie set-up te regelen met Vekta, om de regering daar om hulp te vragen. Onderweg in de jungle komt Sev erachter dat de Helghast de ISA op het spoor zijn. Sev weet echter communicatie met Vekta te regele,n waar Narville dan te horen krijgt dat de ISA een wapenstilstand met de Helghast hebben geregeld en dat de ISA-troepen op Helghan zich moeten overgeven. De Helghast vinden echter de ISA-troepen en nemen uiteindelijk Narville en Sev gevangen terwijl een ander deel van de ISA-manschappen wordt geëxecuteerd.
Rico, die zich tijdens de evacuatie afscheidde van Sev om Jammer te redden, weet het schip dat Sev vervoert te onderscheppen en Sev te redden. Sev overtuigt Rico om Narville en de rest van de ISA te redden uit de handen van de Helghast. Ze weten door te komen in Stahl Arms Corporation en ontdekken dat de Helghast een nieuw wapen hebben dat werkt op Petrusite. Vermomd als Helghast soldaten weten ze Narville en wat ISA troepen te redden van de Helghast. Op hun weg naar buiten ontdekken ze dat Stahl het plan heeft om de Aarde te vernietigen met zijn nieuwe wapen. De Aarde is de meest machtige militaire macht en Stahl wil deze vernietigen zodat Helghan militair gezien het meest te vertellen heeft en de kolonies kan veroveren die de Aarde ooit heeft gesticht. Ze volgen Stahl's ruimteschip tot aan de ruimtelift op Helghan.
Sinds Stahl er niet in is geslaagd om Narville te executeren, beveelt de senaat dat Stahl alle wapens die hij heeft over te dragen aan het leger van Helghan. Stahl zal admiraal Orlock ontmoeten in het ruimtestation waar Orlock van plan is om Stahl te vermoorden. Intussen weten Sev, Rico en Narville door te komen tot de ruimtelift. Samen met de overgebleven ISA-troepen gaan ze richting het ruimtestation om te proberen Stahl te stoppen.
Op het station keert Stahl zich tegen Orlock en weet hem te doden. Hij begint zich nu voor te bereiden om de Aarde te vernietigen. Sev en andere ISA-troepen weten echter twee jagers te bemachtigen en beginnen een ruimtegevecht om Stah'l's schip te stoppen. Ze weten zijn schip uiteindelijk te vernietigen maar de Petrusite in het schip ontploft uiteindelijk op Helghan waardoor een schokgolf vrijwel al het leven op Helghan wegvaagt. Jammer rapporteert dat ze geen signalen meer van Helghan ontvangt waarmee wordt bevestigd de Helghast zijn uitgeschakeld. Sev rouwt om de vele doden die er zijn gevallen op de planeet.
In de eindcredits komt een scène naar voren waar twee Helghast-soldaten op zoek zijn in de ruïnes als ze plots een ontsnappingsmodule vinden. De identiteit van de persoon in de ontsnappingsmodule wordt niet onthuld, maar de Helghast-soldaten buigen en zeggen "Welcome home sir", wat erop kan duiden dat de persoon in kwestie Stahl is en de ramp op zijn schip toch heeft overleefd.

## Personages
- Brian Cox als Scolar Visari. De dode Autarch van Helghan. Hoewel afwezig in het spel, is hij wel te zien en te horen in het intro (net als in elke game) dat plaatsvond vóór de nucleaire explosie in Killzone 2.
- Ray Winstone als Admiral Orlock. Een van de twee belangrijkste tegenstanders, Orlock is de heetgebakerde en strikte opperbevelhebber van het Helghast leger en zal binnenkort de Autarch worden.
- Malcolm McDowell als Jorhan Brimve Stahl. Een van de twee belangrijkste tegenstanders, Stahl is de CEO van Stahl Arms, een wapen fabriek. Hij probeert Helghans nieuwe Autarch te worden omdat hij gelooft dat Orlock niets meer is dan een miserabel excuus van een officier. Hij heeft ook weinig respect voor het Helghan leger, hij kijkt naar de soldaten als "dik", "lui" en "onzorgvuldig".
- James Remar als Captain Jason Narville. Kapitein van de gestrande ISA troepen op Helghan.
- Andrew Bowen als Sergeant Thomas 'Sev' Sevchenko. De hoofdpersoon, Sev, samen met Rico en Narville, leiden het verzet tegen de Helghast.
- Charles Everett als Sergeant Ricardo 'Rico' Velasquez. Rico, samen met Sev en Narvaille, helpt het verzet te leiden tegen de Helghast en vormt zijn eigen squad met Jammer, onderdeel van de Raiders, terwijl hij gestrand was op Helghan voor 6 maanden, nadat hij gescheiden werd van Sev en de andere ISA troepen.
- La'Myia Good als Jammer. Een vindingrijke vrouwelijke ISA soldaat.
- Mac Brandt als Kowalski. Een ISA-soldaat die Sev door de jungle van Kaznan Jungle helpt.
- Mark Engelhardt als Hooper. Een rookie ISA-soldaat die helpt bij het neerhalen van Stahl's cruiser voordat de atoombom valt op.
- Rob Brownstein als Bradshaw.

## 3D ondersteuning
Killzone 3 bevat een modus waar Sony groot op inzet, namelijk 3D gaming. De Killzone 3 3D mode is optioneel en vereist een 3D ready TV De eerste impressies van het 3D-effect toonden grafische fouten; door de 3D-effecten werd de game wazig, onnauwkeurig, werd de oriëntatie aangetast en kende de game veel meer aliasing. Ook kartelranden en ghosting van de interface-elementen werden geconstateerd.
Op de E3 2010 werd aangekondigd dat Killzone 3 geheel opnieuw was opgebouwd met 3D-ondersteuning. Ter erkenning van de indrukwekkende 3D-effecten kende GameTrailers het spel de Best 3D Graphics of E3 2010-prijs toe, ondanks dat het geen officiële nominaties toegekend heeft gekregen op E3 2010. De resolutie van de E3 2010 trailer was de helft van de horizontale resolutie van de 2D game, met het complete beeld (inclusief de HUD), opgeschaald door middel van de PS3 hardwareschaler en het renderen van het beeld van een enkel oog.

## Soundtrack
Killzone 3: The Official Soundtrack (1 uur, 22 minuten en 26 seconden) was uitgebracht als downloadable content via de Killzone 3 Helghast Edition en Collector's Edition (SCEE gebieden) in februari 2011. De soundtrack was samengesteld door Joris de Man en het werd uitgebracht in de PlayStation Store op 8 maart 2011.
| Nr. | Titel                                           | Muziek | Duur  |
| --- | ----------------------------------------------- | ------ | ----- |
| 1.  | Main Menu - And Ever We Fight On                |        | 2'51" |
| 2.  | Birth of War - Dies Irae                        |        | 2'14" |
| 3.  | Just A Moment Ago                               |        | 3'57" |
| 4.  | Stahl and Orlock Square Off                     |        |       |
| 5.  | No Exit Strategy                                |        | 1'29" |
| 6.  | "I'll Get You Home"                             |        | 2'02" |
| 7.  | Unfair Fight & Captured                         |        | 1'56" |
| 8.  | Frozen Shores Rescue                            |        | 2'55" |
| 9.  | An Unwelcome Discovery                          |        | 1'37" |
| 10. | Moving Will Kill You                            |        | 1'47" |
| 11. | "You've Developed Energy Shielding?"            |        | 4'01" |
| 12. | "What If I Just Killed Everyone?"               |        | 2'39" |
| 13. | Stahl Almost Gets Away                          |        | 2'35" |
| 14. | Pyrrhus Outskirts - Fortification               |        | 1'41" |
| 15. | Pyrrhus Outskirts - Hammer                      |        | 2'30" |
| 16. | Pyrrhus Outskirts - Sniper Crossfire            |        | 2'28" |
| 17. | Pyrrhus Outskirts - The Boys Are Back In Action |        | 3'28" |
| 18. | Pyrrhus Outskirts - Grab That Minigun!          |        | 3'00" |
| 19. | Helghan Jungle - The Horror, the Horror!        |        | 1'36" |
| 20. | Helghan Jungle - Darkness                       |        | 1'58" |
| 21. | Helghan Jungle - I am the Hunted                |        | 2'01" |
| 22. | Helghan Jungle - Helghast Spotted!              |        | 1'43" |
| 23. | Frozen Shores - The Bomb is Set                 |        | 2'04" |
| 24. | Frozen Shores - Flight of the Intruder          |        | 2'50" |
| 25. | Frozen Shores - Escape the Tram                 |        | 1'10" |
| 26. | Frozen Shores - Jetpack Fight                   |        | 0'42" |
| 27. | Frozen Shores - Enter the Wasp                  |        | 1'32" |
| 28. | Stahl Arms - Exploring Stahl Arms               |        | 2'20" |
| 29. | Stahl Arms - Battle My Own                      |        | 2'59" |
| 30. | Stahl Arms - The Icesaw Chase                   |        | 4'30" |
| 31. | The Scrapyard - Fight on a Crane                |        | 4'04" |
| 32. | The Scrapyard - The Mobile Factory              |        | 2'50" |
| 33. | The Scrapyard - The Heavy Returns               |        | 0'24" |
| 34. | The Scrapyard - Don't mess with the MAWLR       |        | 4'13" |